# Кастельнуово-Кальчеа
Кастельнуово-Кальчеа (итал. Castelnuovo Calcea) — коммуна в Италии, располагается в регионе Пьемонт, в провинции Асти.
Население составляет 790 человек (2008 г.), плотность населения составляет 99 чел./км². Занимает площадь 8 км². Почтовый индекс — 14040. Телефонный код — 0141.
Покровителем коммуны почитается святой первомученик Стефан, празднование 26 декабря.

## Демография
Динамика населения:

## Администрация коммуны
- Официальный сайт: